# Gifford Beal
Pour les articles homonymes, voir Beal.
Gifford Beal, né le 24 janvier 1879 à New York dans l'état de New York et décédé le 5 février 1956 dans la même ville, est un peintre impressionniste américain. Frère cadet du peintre Reynolds Beal, il est connu pour ces représentations de la ville de New York et de ces habitants, pour ces peintures des cirques, manèges et attractions foraines de l'époque et pour ces paysages et ces scènes côtières du Nord-Est des États-Unis et plus particulièrement de la région de la Nouvelle-Angleterre, ou il illustre notamment à plusieurs reprises le travail des pêcheurs et le bord de mer des états du Maine et du Massachusetts.

## Biographie
Gifford Beal naît à New York en 1879. Frère cadet du peintre Reynolds Beal, il grandit dans une famille aisée, ce qui l'éloignera des problèmes financiers au cours de sa carrière d'artiste. Il a pour nièce la peintre Marjorie Acker Phillips (en), future épouse du collectionneur Duncan Phillips, cofondateur de la The Phillips Collection. Entre 1892 et 1901, il étudie auprès du peintre William Merritt Chase à la Shinnecock Hills Summer School of Art (en). Diplômé de l'université de Princeton en 1900, il étudie à l'Art Students League of New York de 1901 à 1903 auprès des peintres George Brandt Bridgman et Frank DuMond, qu'il rejoint durant l'été au sein de la colonie artistique d'Old Lyme.
A la fin de ces études, il ouvre un studio à New York qu'il partage avec le peintre C.K. Chatterton (en). Il voyage dans les Caraïbes et en Amérique centrale et séjourne à de nombreuses reprises dans le Nord-Est des États-Unis. Il devient connu pour ces représentations de la ville de New York et de ces habitants, pour ces peintures des cirques, manèges et attractions foraines de l'époque et pour ces paysages et ces scènes côtières de la Nouvelle-Angleterre, notamment à plusieurs reprises le travail des pêcheurs et le bord de mer des états du Maine et du Massachusetts.
En 1910, avec le tableau Palisades, il remporte le prix Hallgarten (en) qui récompense la meilleure œuvre d'un peintre de moins de trente-cinq ans ayant exposé à l'académie américaine des beaux-arts au cours de l'année écoulée. Il devient membre de l'American Watercolor Society la même année. Il participe à l'exposition internationale d'art moderne de l'Armory Show à New York et devient membre de la Century Association (en) en 1913. Il est élu à l'académie américaine des beaux-arts en 1914. En 1915, il remporte une médaille d'or lors de l'exposition universelle de Panama-Pacific à San Francisco. Il est élu président de l'Art Students League of New York pour l'année 1916, puis l'année 1918, avant d'occuper le poste de 1920 à 1930. Il y enseigne ensuite en 1931 et 1932, ayant notamment les peintres William Baziotes, Ann Brockman (en) et Ezio Martinelli (en) comme étudiants. De 1934 à 1939, puis de 1943 à 1947, il enseigne à l'académie américaine des beaux-arts. En 1937, il gagne une médaille d'argent lors de l'Exposition internationale des Arts et des Techniques appliqués à la Vie moderne à Paris. Il devient membre de l'académie américaine des arts et des lettres en 1943.
Dans le cadre du New Deal, il réalise au cours des années 1930 et 1940 plusieurs peintures murales, celles des bureaux de poste (en) d'Allentown en Pennsylvanie en 1938 et de Crestline dans l'Ohio en 1943 et celle du siège du Département de l'Intérieur des États-Unis, le Main Interior Building (en) à Washington en 1941.
Il décède à New York en 1956.
Ces œuvres sont notamment visibles ou conservées au Metropolitan Museum of Art, au Whitney Museum of American Art et au Brooklyn Museum de New York, à la The Phillips Collection, à la National Gallery of Art et au Smithsonian American Art Museum de Washington, au Cleveland Museum of Art de Cleveland, au musée d'Art du comté de Los Angeles, au Detroit Institute of Arts de Détroit, à l'Art Institute of Chicago, au musée d'art Nelson-Atkins de Kansas City, au Florence Griswold Museum d'Old Lyme, au New Britain Museum of American Art de New Britain, au musée des Beaux-Arts de Virginie de Richmond, au Mildred Lane Kemper Art Museum (en) de Saint-Louis, au Westmoreland Museum of American Art (en) de Greensburg, au Canton Museum of Art (en) de Canton, au Philadelphia Museum of Art de Philadelphie, au Joslyn Art Museum d'Omaha, au musée d'Art de Dallas, à la Addison Gallery of American Art (en) d'Andover et à l'Hudson River Museum (en) de Yonkers.

## Œuvres

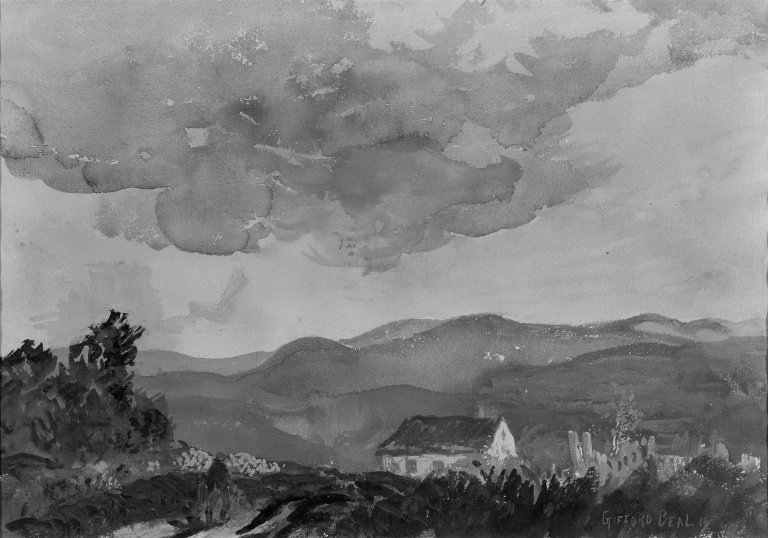
Ramapo Hills, vers 1916, Brooklyn Museum
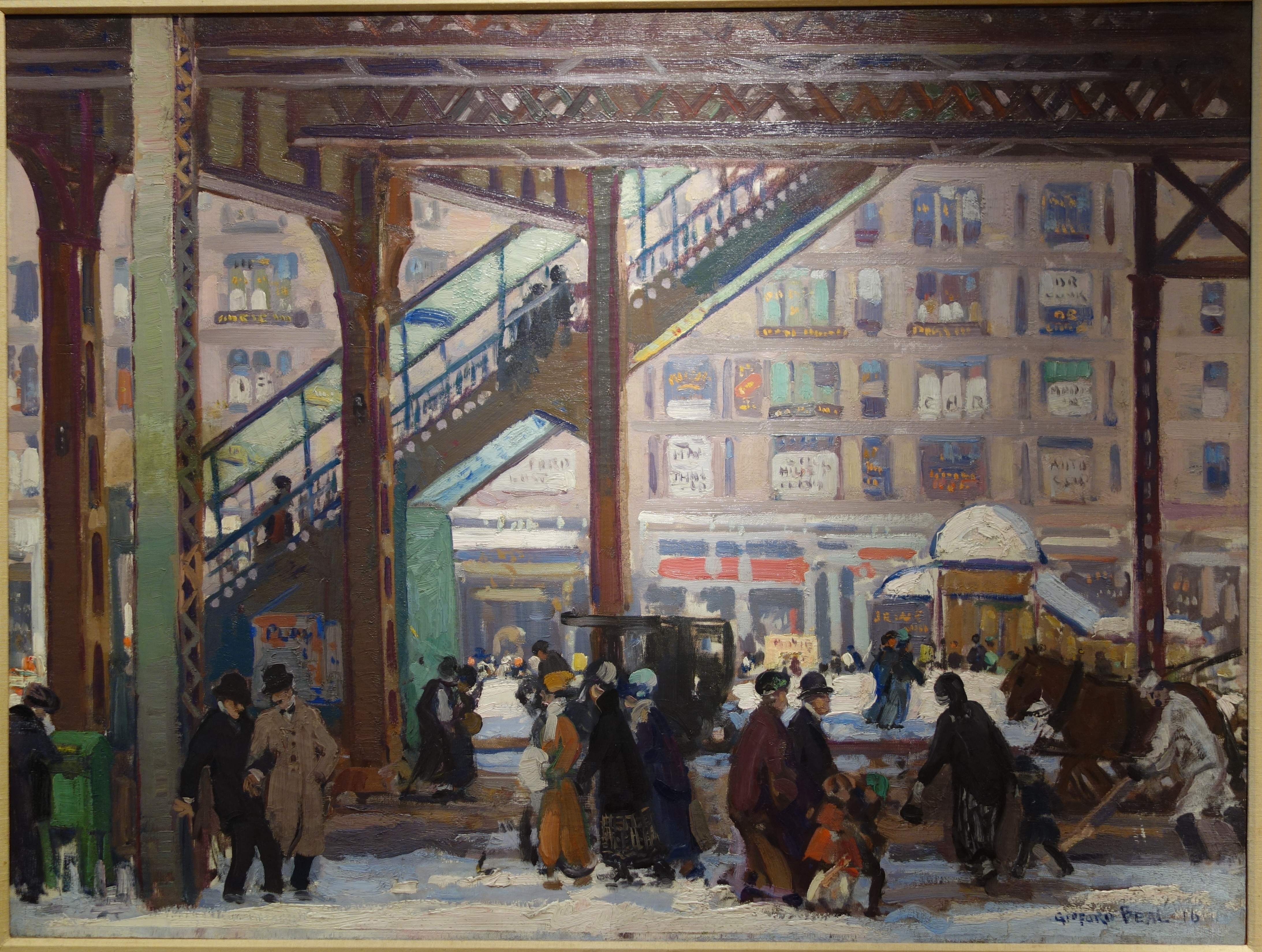
Elevated, Columbus Avenue, New York, 1916, New Britain Museum of American Art
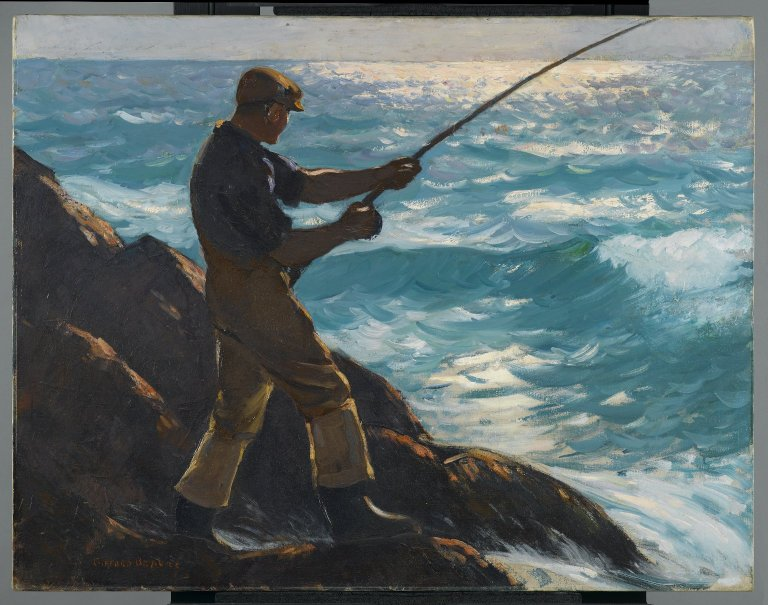
The Fisherman, 1922, Brooklyn Museum
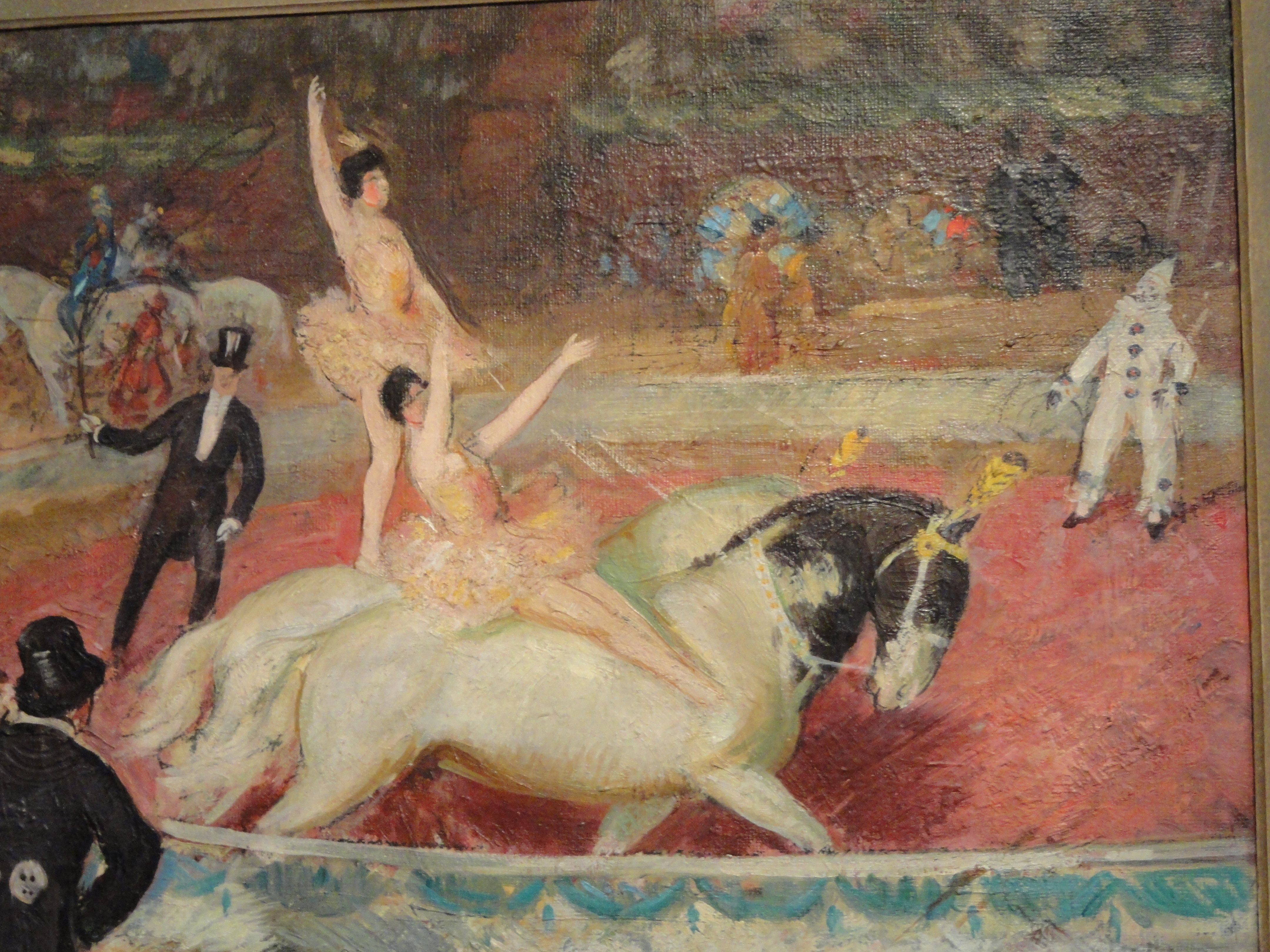
Center Ring, 1922, The Phillips Collection